# 吳鍾僑
吳鍾僑（1735年10月29日—1773年1月30日），字惠叔，號荔香， 江蘇省震澤縣人。乾隆二十一年丙子科顺天乡试舉人。乾隆三十五年（1770年）任四川省順慶府鄰水縣知縣。歷任營山縣、西充縣、東鄉縣、峨眉縣知縣。乾隆第二次金川之戰，監運火藥，殁於路，年三十九。